# Puy de Sancy
Puy de Sancy je nejvyšší vrchol Francouzského středohoří. Leží v masivu Monts Dore v départementu Puy-de-Dôme, asi 35 kilometrů jihozápadně od města Clermont-Ferrandu.
Vrch je vyhaslá sopka typu stratovulkán která vznikla na konci třetihor. Její dřívější výška se odhaduje na 2500 metrů. Její sopečná aktivita ustala před 220 000 lety. Dnešní nadmořská výška vrcholu je 1 886 metrů. Z vrcholu se za příznivého počasí otevírá daleký rozhled a za příznivé viditelnosti lze spatřit i Mont Blanc. Na úpatí hory pramení potoky Dore a Dogne jejichž soutokem vzniká řeka Dordogne.